# Ballana adversa
Ballana adversa är en insektsart som beskrevs av Delong 1937. Ballana adversa ingår i släktet Ballana och familjen dvärgstritar. Inga underarter finns listade i Catalogue of Life.